# Prosiphneus
Prosiphneus é um gênero extinto de roedores da família Spalacidae. McKenna e Bell (1997) consideram o gênero Mesosiphneus como sinônimo do Prosiphneus, entretanto, Musser e Carleton (2005), o distigue, e o eleva a gênero distinto. Foi assinalado a família Siphneidae por Qiu e Storch (2000), entretanto, este táxon não é considerado válido e foi sinonimizado com Myospalacinae.

## Espécies
- Prosiphneus arvicolinus (Nehring, 1885)
- Prosiphneus eriksoni (Schlosser,1924)
- Prosiphneus chuzhirica Pokatilov, 2001
- Prosiphneus haoi Zheng, Zhang, e Cui, 2004
- Prosiphneus licenti Teilhard de Chardin, 1926
- Prosiphneus lyratus Teilhard de Chardin, 1942
- Prosiphneus murinus
- Prosiphneus olchonicus Pokatilov, 2001
- Prosiphneus qinanensis Zheng, Zhang, e Cui, 2004
- Prosiphneus sinensis
- Prosiphneus tianzuensis Zheng e Li, 1982